# William Howley

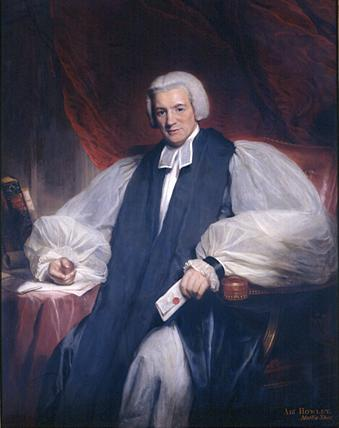
William Howley, Erzbischof von Canterbury

William Howley (* 12. Februar 1766 in Ropley; † 11. Februar 1848 in Lambeth Palace) war ein englischer Geistlicher. Von 1813 bis 1828 Bischof von London und ab 1828 bis zu seinem Tod Erzbischof von Canterbury.

## Leben

### Erziehung
William Howley wurde in Ropley als Sohn des dortigen Vikars gleichen Namens geboren. Er begann seine Ausbildung am Winchester College. Dort wurde er 1782 und 1783 mit einem Poetikpreis ausgezeichnet.
Am 11. September 1783 immatrikulierte er sich für das Theologiestudium am New College der Universität von Oxford. 1787 erlangte er den Bachelorgrad, 1791 den Mastergrad und promovierte schließlich zum Doctor of Divinity.

### Kirchliche Laufbahn
Nach seinem Studienabschluss trat Howley in den kirchlichen Dienst ein und wurde Hausgeistlicher beim Marquess of Abercorn John Hamilton. Diese Position beförderte durch den Einfluss seines Dienstherren Howleys Karriere. 1794 wurde er Fellow am Winchester College und 1804 Kanoniker an der Kathedrale von Oxford in Oxford. In dieser Zeit versah er geistliche Ämter als Vikar von Bischof Charles Mannors Sutton und in der Pfarrei von Andover. 1809 wurde er zum Regius Professor of Divinity an der Universität Oxford ernannt. Am 23. Mai 1811 wurde er zudem zum leitenden Geistlichen der Gemeinde von Bradford Peverell ernannt.
Im Oktober 1813 wurde Howley als Bischof von London eingesetzt.

### Erzbischof von Canterbury
Nach dem Tod von Charles Manners Sutton wurde Howley zum Erzbischof von Canterbury ernannt. In die ersten Jahre seiner Amtszeit fielen wichtige religionspolitische Gesetzesänderungen. Im Test and Corporation Act von 1672 wurde festgelegt, dass nur Mitglieder der Church of England öffentliche Ämter bekleiden dürfen. Dieses Gesetz wurde in den 1820er Jahren zunehmend als diskriminierend empfunden und 1828 aufgehoben. Die vollständige Emanzipation der katholischen Kirche folgte 1829 im Catholic Relief Act. Hinzu kam der allgemeinpolitische Reform Act von 1832, der die Wahlkreise neu ordnete. Die Bischöfe im House of Lords standen in Opposition gegen alle drei Gesetze. Da William Howley qua Amt der Wortführer der Bischöfe war, sprach er sich auch aus eigener Überzeugung öffentlich deutlich gegen die Gesetze aus. Dafür wurde seine Kutsche in den Straßen Canterburys von Gesetzesbefürwortern des Reform Act angegriffen.
1831 leitete Howley die Krönungszeremonie von König Wilhelm IV. und Königin Adelheid. Als der König am 20. Juni 1837 verstarb, informierte Howley um 5 Uhr zusammen mit dem Lord Chamberlain, Francis Conyngham die Thronerbin, Prinzessin Viktoria über den Tod ihres Onkels und ihren Antritt der Thronfolge.
Howley stand der High-Church-Bewegung nahe, die sich rituell wieder dem Katholizismus annäherte, protestantische Einflüsse der kontinentalen Reformation zurückdrängte und gleichzeitig aber die errungene Distanz zur römisch-katholischen Kirche und zum Papsttum wahrte.
Da sich Howley für Architektur interessierte, gab er verschiedene Bauprojekte in Auftrag. Das bedeutendste Projekt waren dabei die Ausbau- und Renovierungsarbeiten am Lambeth Palace, die unter der Leitung von Edward Blore unternommen wurden. Dabei wurde Lambeth Palace in neogotischem Stil umgebaut.

## Privatleben
Am 29. August 1805 heiratete Howley Mary Frances Belli. Das Paar hatte zwei Söhne, von denen keiner das Erwachsenenalter erreichte, und drei Töchter.
William Howley starb am 11. Februar 1848 und wurde in der Pfarrkirche von Addington im Londoner Stadtteil Croydon beigesetzt.